# H̱uqoq
H̱uqoq (hebreiska: חוקוק, H̱ukok) är en ort i Israel.   Den ligger i distriktet Norra distriktet, i den norra delen av landet. H̱uqoq ligger 5 meter över havet och antalet invånare är 279.
Terrängen runt H̱uqoq är huvudsakligen kuperad, men åt sydost är den platt. Närmaste större samhälle är Maghār, 8,3 km väster om H̱uqoq. Trakten runt H̱uqoq består till största delen av jordbruksmark.